# Gertrude Bacon
Pour les articles homonymes, voir Bacon.
Gertrude Bacon, née le 19 avril 1874 et morte le 22 décembre 1949, est une pionnière de l'aéronautique britannique. Elle réalise un nombre considérable de « premières » féminines en aéronautique, contribuant dans les domaines de l'astronomie et de la botanique. Gertrude Bacon a popularisé l’aéronautique par le biais de ses écrits. Elle a fait la promotion du transport aérien, commercial et public, pour et auprès des femmes.

## Jeunesse
Gertrude est née à Cambridge de John Mackenzie Bacon (19 juin 1846 - 26 décembre 1904) et Gertrude Myers. En 1876, la famille déménage à Cold Ash dans le Berkshire, près de Newbury. Le père de Gertrude, John Mackenzie Bacon, est un astronome, un aéronaute et un scientifique qui éduque ses enfants à la maison. Gertrude devient la collaboratrice scientifique de son père en astronomie et en aéronautique.

## Astronomie
Elle accompagne son père dans ses expéditions et filme des éclipses totales de soleil à Vadso, en Laponie en 1896, à Buxar, en Inde en décembre 1897 et en 1898 et à Wadesborough, en Caroline du Nord en mai 1900. Leur première expédition échoue à cause du temps nuageux, mais leurs deuxième et troisième tentatives sont couronnées de succès.
Elle est membre de la British Astronomical Association et de la British Association for the Advancement of Science.

## Aéronautique
L'aéronautique fascine Gertrude. En Angleterre, c'est la première femme à faire une véritable ascension en ballon, avec son père, en 1898.
Le 15 novembre 1899, John Mackenzie Bacon et Gertrude Bacon embarque pour un vol en ballon avec Stanley Spencer afin d'observer la pluie de Léonides (météores) au-dessus de la couche nuageuse. Dix heures plus tard, ils atterrissent de justesse près de Neath, dans le sud du Pays de Galles, alors qu'ils dérivaient vers l'océan Atlantique.
Gertrude ne se décourage pas, en août 1904, elle accompagne à nouveau Stanley Spencer, cette fois à bord du dirigeable qu'il a conçu. Elle devient ainsi la première femme à voler en dirigeable.
Elle est également considérée comme la première anglaise à voler dans un avion. Elle embarque avec Roger Sommer dans un biplan Farman le 29 août 1909, lors du premier rassemblement international de l'aviation à Reims (France). Elle vole ensuite avec Douglas Graham Gilmour dans un monoplan « Big Bat » en 1910.
Gertrude a été la première femme à monter à bord d'un hydravion en tant que passagère. Elle accompagne le pilote Herbert Stanley Adams au cours de ses vols sur Windermere en 1912. Adams avait effectué avec succès le premier vol complet, hors eau, au Royaume-Uni, le 25 novembre 1911.

## Botanique
En 1901, Gertrude rejoint la Wild Flower Society, ajoutant la botanique à sa liste d'intérêts et de réalisations. Le 23 juillet 1923, accompagnée par la botaniste et illustratrice Lady Joanna Charlotte Davy (1865-1955), elle découvre pour la première fois un spécimen de Carex microglochin ou Carex à soies en Grande-Bretagne.
En 1929, Gertrude Bacon épouse un autre botaniste et chimiste, Thomas Jackson Foggitt (2 mars 1858 - 30 oct 1934). Gertrude est sa deuxième femme. Elle lui survivra 15 ans.